# Agnéby (fleuve)
L'Agnéby est un fleuve d'Afrique occidentale qui coule en Côte d'Ivoire.

## Géographie
Il traverse notamment la commune d'Agboville.

## Affluents principaux
- Kavi

## Hydrométrie
Il se caractérise par un régime équatorial de transition boréal marqué par deux étiages et deux périodes de hautes-eaux.